# Майн-ду-Риу

Майн-ду-Риу на карте штата.

Майн-ду-Риу (порт. Mãe do Rio) — муниципалитет в Бразилии, входит в штат Пара. Составная часть мезорегиона Северо-восток штата Пара. Входит в экономико-статистический микрорегион Гуама. Население составляет 27 904 человека на 2010 год. Занимает площадь 469,492 км². Плотность населения — 59,43 чел./км².

## Демография
Согласно сведениям, собранным в ходе переписи 2010 г. Национальным институтом географии и статистики (IBGE), население муниципалитета составляет:
| Полное население                               | Полное население                               | Полное население                               | Полное население                               | 27 904 |
| ---------------------------------------------- | ---------------------------------------------- | ---------------------------------------------- | ---------------------------------------------- | ------ |
| в том числе:                                   | Городское население                            | 23 052                                         | Процент городского населения, %                | 82,61  |
|                                                | Сельское население                             | 4852                                           | Процент сельского населения, %                 | 17,39  |
|                                                | Мужское население                              | 13 740                                         | Процент мужского населения, %                  | 49,24  |
|                                                | Женское население                              | 14 164                                         | Процент женского населения, %                  | 50,76  |
| Плотность населения, чел/км²                   | Плотность населения, чел/км²                   | Плотность населения, чел/км²                   | Плотность населения, чел/км²                   | 59,43  |
| Население муниципалитета в % к населению штата | Население муниципалитета в % к населению штата | Население муниципалитета в % к населению штата | Население муниципалитета в % к населению штата | 0,37   |

По данным оценки 2015 года население муниципалитета составляет 28 959 жителей.

## Статистика
- Валовой внутренний продукт на 2003 год составляет 81 588 354,00 реалов (данные: Бразильский институт географии и статистики).
- Валовой внутренний продукт на душу населения на 2003 год составляет 3420,75 реалов (данные: Бразильский институт географии и статистики).
- Индекс развития человеческого потенциала на 2000 год составляет 0,697 (данные: Программа развития ООН).

## Важнейшие населенные пункты
| № | Населённый пункт        | Населённый пункт (порт.) | Категория | Население чел. (2010) | На карте                       |
| - | ----------------------- | ------------------------ | --------- | --------------------- | ------------------------------ |
| 1 | Майн-ду-Риу             | Mãe do Rio               | город     | 23 052                | 2°02′54″ ю. ш. 47°33′10″ з. д. |
| 2 | Носса-Сеньора-де-Фатима | Nossa Senhora de Fátima  | поселок   | 706                   | 1°58′49″ ю. ш. 47°31′23″ з. д. |
| 3 | Сантана-ду-Перипиндеуа  | Santana do Peripindeua   | поселок   | 396                   | 1°59′03″ ю. ш. 47°26′14″ з. д. |